# Państwowe Zakłady Lotnicze
La Państwowe Zakłady Lotnicze (PZL - Département des Travaux d'Aviation) était la principale société polonaise de construction aéronautique durant l'entre-deux-guerres. Basée à Varsovie, elle fonctionna de 1928 à 1939.

## PZL (1928-1939)

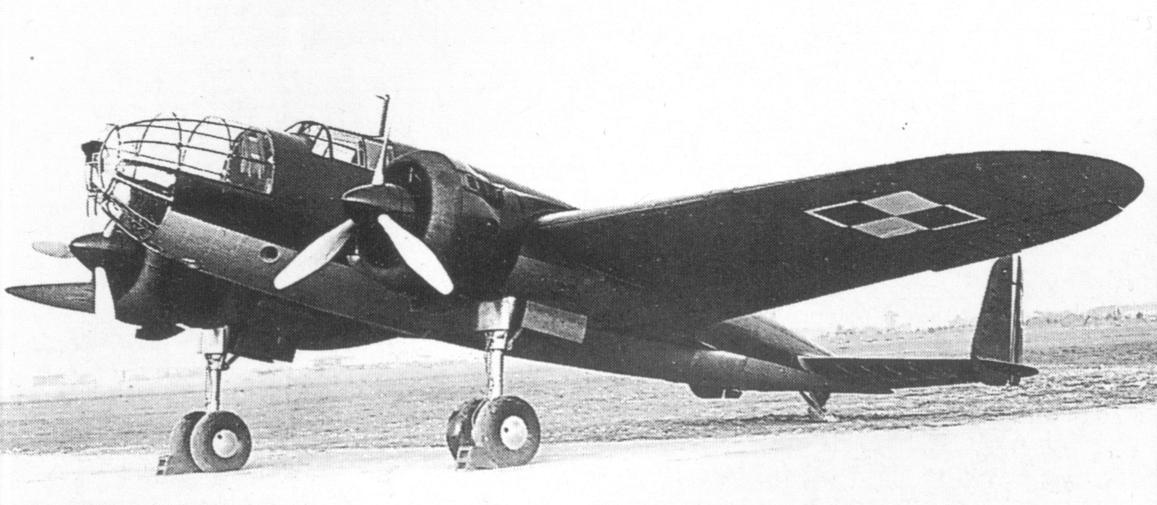
PZL.37B

La PZL a été fondée à Varsovie en 1928, elle était basée sur l'ancienne CWL (Centralne Warsztaty Lotnicze (en) - Centre de Travaux d'Aviation). Le premier appareil produit était un avion de chasse français fabriqué sous licence, le Wibault 70 mais, par la suite, la PZL a conçu ses propres avions. Zygmunt Puławski réalisa une série d'avions de chasse modernes entièrement construits en métal : PZL P.1, PZL P.6 (en), PZL P.7, PZL P.8 et PZL P.11. Les deux derniers types d'avions furent utilisés comme avions de chasse de base par l'armée de l'air polonaise à partir de 1933. La dernière variante, le PZL P.24, fut exporté dans 4 pays. La PZL a aussi produit en masse un bombardier léger, le PZL.23 Karaś, et un bombardier moderne, le PZL.37 Łoś. La PZL construisit aussi un petit nombre d'avions sportifs, les PZL.5, PZL.19 (en) et PZL.26 (en), et un modèle d'avions de liaisons, les PZL Ł.2. Il y eut aussi des prototypes d'aéronefs pour passagers. À la fin des années 1930, la société développa plusieurs prototypes de chasseurs modernes, bombardiers et un avion pouvant transporter des passagers, le PZL.44 Wicher (en), qui n'eut aucune chance d'entrer en production en raison du déclenchement de la Seconde Guerre mondiale. La PZL était la plus grande entreprise de construction aéronautique polonaise d'avant-guerre.
En 1934, l'usine principale de Varsovie a été appelée PZL WP-1 (Wytwórnia Płatowców 1), dans le quartier de Okęcie (en), Varsovie. Une nouvelle division PZL WP-2 a été construite à Mielec en 1938 et 1939, mais à peine la production démarra-t-elle que la guerre éclata. Une usine de construction de moteurs, PZL WS-1 (Wytwórnia Silników 1), produisit essentiellement des moteurs (l'usine WS-1 s'appelait avant Polskie Zakłady Skody - division polonaise de Škoda Holding, nationalisée et renommée en 1936). Entre 1937 et 1939, une nouvelle usine de moteurs, PZL WS-2, fut construite à Rzeszów.

## Situation après-guerre
Pendant la Seconde Guerre mondiale, l'industrie polonaise d'aviation a été complètement détruite. Le nouveau gouvernement communiste de la Pologne voulait rompre tous les liens avec l'ancienne Pologne d'avant-guerre, ainsi dans les années 1940, le nom de PZL cessa d'être employé. Les nouvelles usines de construction aéronautiques furent appelées WSK (Wytwórnia Sprzętu Komunikacyjnego - Usine d'équipements de communication). En raison d'une économie centrale planifiée, sous l'influence soviétique, il n'y eut pas de conceptions propres pendant une dizaine d'années, c'est seulement vers la fin des années 1950 que la marque PZL est revenue à la conception de nouveaux aéronefs.
Après la chute du communisme en Pologne, en 1989, toutes les manufactures devinrent autonomes, mais utilisant toujours le nom de PZL.